# 김해수 (1952년)
김해수(金海洙, 1952년 ~ 2013년 6월 20일, 부산)는 대한민국의 공무원이다. 

## 학력
- 신일고등학교
- 고려대학교 법학 학사

## 경력
- 제19회 행정고시 합격
- 경제통계사무소장
- 통계청 통계교육원장
- 통계청 통계기획국장
- 통계청 통계정책국장
- 통계청 차장

## 참고
| 전임 김민경 | 제2대 통계청 차장 2007년 1월 ~ 2008년 3월 | 후임 이동명 |